# Barbus petenyi
Il barbo rumeno (Barbus petenyi) è un pesce d'acqua dolce appartenente alla famiglia Cyprinidae.

## Distribuzione e habitat
Questa specie è endemica del fiume Danubio e suoi tributari nelle zone del suo bacino idrografico pertinenti a Romania e Bulgaria. È presente anche nel fiume Kamchyia in Bulgaria, tributario del mar Nero e non del Danubio.
Vive nel tratto mediano dei fiumi, in acque veloci, chiare ed a corrente rapida.

## Descrizione
Assomiglia moltissimo al Barbus caninus presente in Italia ma assente dall'Europa orientale, tanto che in passato è stato considerato una sottospecie. La colorazione è chiara con macchie e chiazze irregolari scure sui fianchi, punti scuri sull'opercolo branchiale e talvolta sulla testa. Le pinne pari non hanno macchie scure tranne la pinna caudale.
Misura fino a 25 cm.

## Stato di conservazione
Comune negli ambienti idonei del suo areale.